# Vaskidovich Ridge
Vaskidovich Ridge (englisch; bulgarisch Васкидович рид Waskidowitsch rid) ist ein größtenteils vereister, in ost-westlicher Ausrichtung 4,6 km langer, 1,5 km breiter und bis zu 1350 m hoher Gebirgskamm auf der westantarktischen Alexander-I.-Insel. Auf der Westseite der Rouen Mountains ragt er unmittelbar nördlich des westlichen Eingangs zum Golden Pass, 10,32 km nordnordöstlich des Serpent-Nunataks, 14,73 km ostnordöstlich der zentralen Anhöhe der Landers Peaks, 12,6 km südwestlich des Mount Sanderson und 15,25 km westsüdwestlich des Mount Cupola auf. Das Nichols-Schneefeld liegt westsüdwestlich von ihm.
Britische Wissenschaftler kartierten ihn 1991. Die beiden bulgarischen Geologen Christo Pimperew und Borislaw Kamenow besuchten ihn am 28. Januar 1988 gemeinsam mit Philip Nell und Peter Marquis vom British Antarctic Survey. Die bulgarische Kommission für Antarktische Geographische Namen benannte ihn 2017 nach dem bulgarischen Gelehrten und Freiheitskämpfer Emanuil Waskidowitsch (1795–1875).